# 카담바 왕조

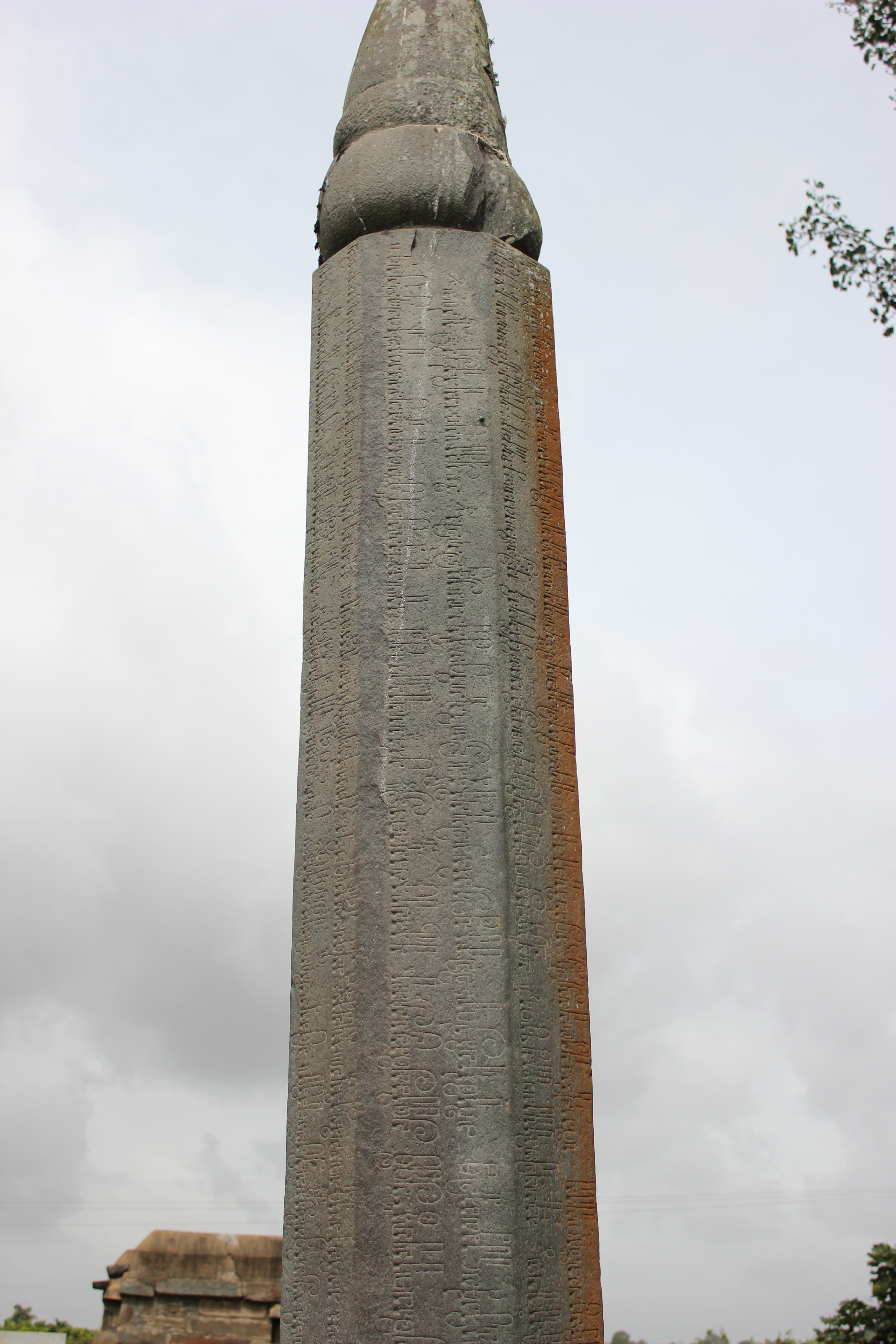
산티바르마 태자의 탈라군다 기둥 산스크리트어 비문(서기 450년경)

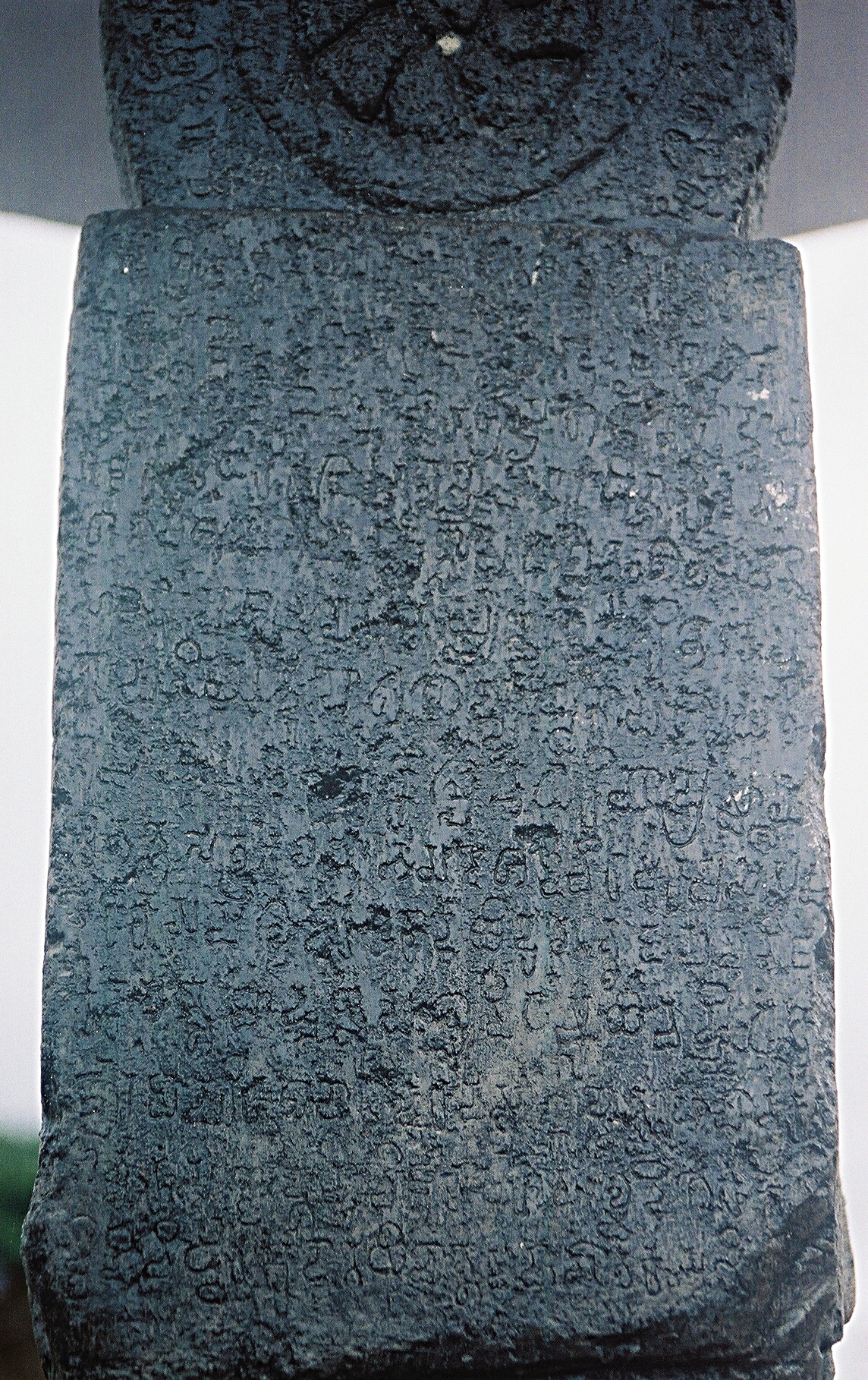
할미디 마을의 할미디 비문(Halmidi village)은 카담바 왕조에 의해 서기 450년경에 발행된 최초의 칸나다어 비문이다.

카담바 왕조(칸나다어: ಕದಂಬ ರಾಜವಂಶ)는 오늘날 인도 카르나타카주 우타라칸나다구의 바나바시부터 북부 카르나타카와 콘칸을 통치했던 고대 왕조이다. 이 왕국은 345년경 마유라샤르마에 의해 세워졌으며, 이후 제국으로 발전할 수 있는 잠재력을 보여주었다. 마유라샤르마의 제국적 야망은 통치자들이 취한 칭호와 별명, 바카타카나 굽타 등 북인도의 다른 군주국들과 맺은 결혼 관계를 통해 알 수 있다. 마유라샤르마는 일부 원주민 부족의 도움을 받아 칸치의 팔라바 군대를 물리치고 주권을 차지했다. 카쿠스타바르마 통치 기간 동안 카담바의 세력은 최고조에 달했다.
카담바 왕조는 서강가 왕조의 동시대 왕조로, 이들은 함께 자치권을 가지고 이 땅을 통치한 최초의 원주민 왕국을 형성했다. 6세기 중반부터 이 왕조는 더 큰 칸나다 제국인 찰루키아와 라슈트라쿠타 제국의 봉신으로서 500여 년 동안 통치를 이어갔으며, 그 기간 동안 작은 왕조로 분열되기도 했다. 그중에서도 고아의 카담바, 할라시의 카담바, 항갈의 카담바가 주목할 만하다. 카담바 이전 시대에 카르나타카 지역을 지배했던 지배 왕조인 마우리아 왕조와 사타바하나 왕조는 이 지역 원주민이 아니었기 때문에 권력의 핵심은 현재의 카르나타카 외부에 존재했다. 카담바 왕조는 이 지역의 언어인 칸나다어를 행정 수준에서 사용한 최초의 원주민 왕조였다. 카르나타카주의 역사에서 이 시대는 지속적인 지리적 정치적 실체로서 이 지역의 발전과 중요한 지역 언어로서 칸나다어를 연구하는 데 있어 광범위한 역사적 출발점 역할을 한다.

## 역사

### 기원

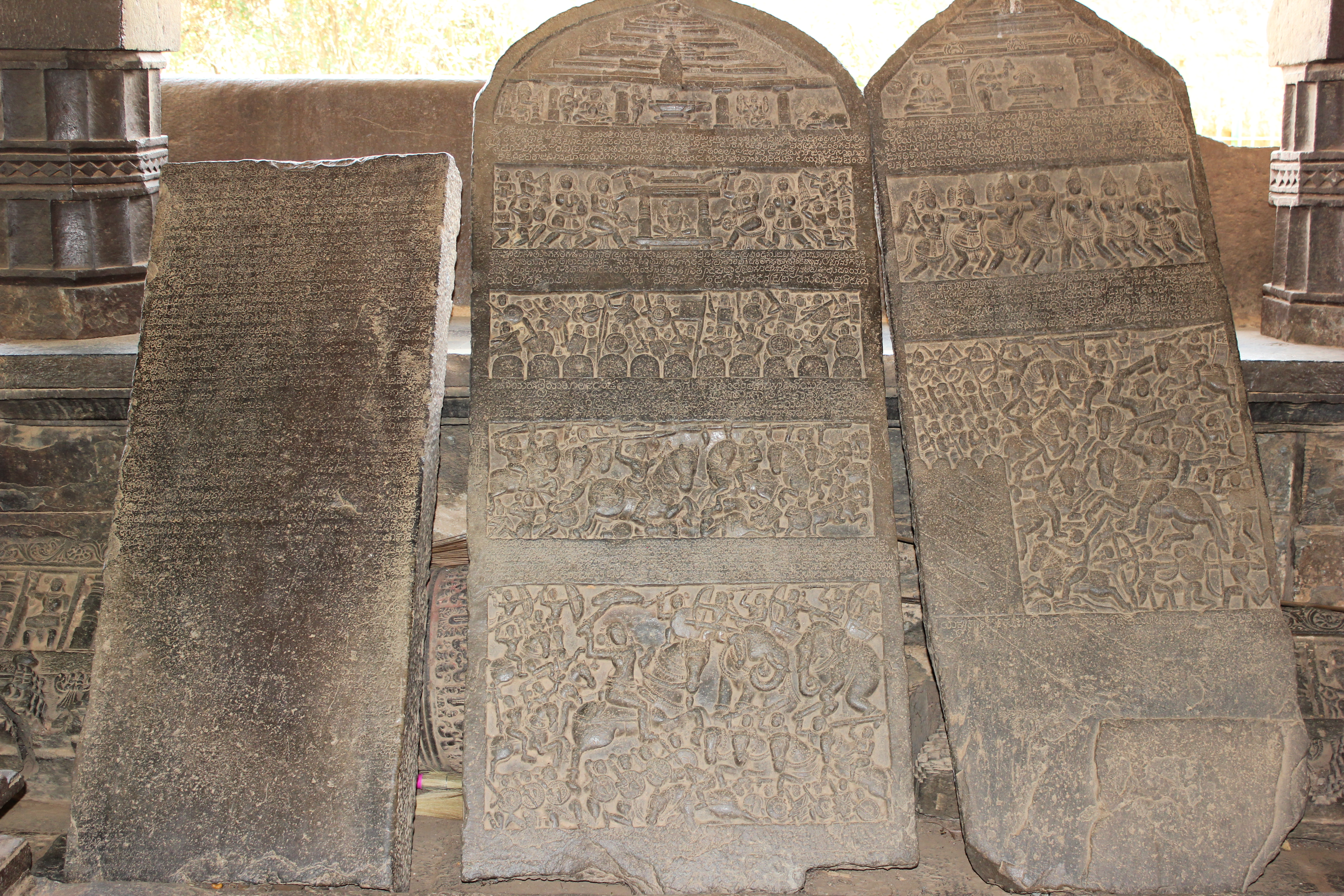
항갈의 타라케슈와라 사원 야외 만타파에 있는 항갈 지부의 카담바 왕 카마데바(서기 1180년경)와 호이살라 왕 비라 발랄라 2세(서기 1196년경)의 고대 칸나다어 비문

카담바 왕조의 기원에 대한 여러 전설이 있다. 한 전설에 따르면 이 왕조의 시조는 시바 신의 땀에서 카담바 나무 아래에서 태어난 삼안사비(세 눈과 네 팔)의 전사 트리로차나 카담바(마유라샤르마의 아버지)였다. 또 다른 전설은 마유라샤르마 자신이 시바와 부데비(대지의 여신) 사이에서 태어났다고 주장하며 이를 단순화하려고 한다. 다른 전설들은 카담바를 나가족과 북인도의 난다족과 아무런 근거 없이 연결시킨다. 서기 1189년경의 한 비문은 왕국의 창시자인 카담바 루드라가 카담바 나무 숲에서 태어났다고 주장한다. 그가 사지에서 "공작 깃털"과 같은 반사를 가졌기 때문에 그는 마유라바르만이라고 불렸다. 탈라군다 비문에서 또 다른 전설은 왕조의 창시자인 마유라샤르마가 "육면 전신 스칸다"에 의해 기름 부음을 받았다고 전한다.
역사학자들은 카담바 왕조의 지리적 기원, 즉 그들이 토착민이었는지 아니면 북인도에서 이주해 왔는지에 대해 의견이 분분하다. 카담바 가문의 사회 질서(카스트) 역시 논쟁의 대상인데, 왕국의 창시자들이 탈라군다 비문에서 묘사된 대로 브라만 카스트에 속했는지 아니면 토착 부족 출신이었는지에 대한 것이다. 역사학자 초프라 외(Chopra et al.)는 카담바가 상감 시대에 체라 왕국(현대 케랄라)과 갈등을 겪었던 카담부 부족에 불과하다고 주장한다. 카담바는 상감 문학에서 카담부 나무와 힌두 신 수브라마냐를 토템으로 숭배하는 사람들로 언급된다. R.N. 난디에 따르면, 비문이 그 가문이 아름다운 카담바 꽃을 피우는 토템 나무를 돌봄으로써 이름을 얻었다고 명시하고 있기 때문에, 이는 그들의 부족 기원을 나타내는 지표라고 한다. 그러나 역사학자 사스트리와 카마트는 그 가문이 브라만 카스트에 속했으며, 베다를 믿고 베다 희생제를 수행했다고 주장한다. 탈라군다 및 구드나푸르 비문에 따르면, 그들은 마나비아 고트라에 속했으며 하리티푸트라("하리티 혈통의 후손")였다. 이는 그들을 사타바하나 왕조의 봉신이었던 바나바시의 추투 및 그들의 후계자인 찰루키아 왕조와 연결시킨다. 라오와 미나한에 따르면, 토착 칸나다인인 카담바족은 권력을 잡은 후 즉시 자신들의 언어인 칸나다어에 행정적, 정치적 중요성을 부여했다.

### 왕국의 탄생
가장 초기 비문 중 하나인 산티바르마 태자의 탈라군다 비문(서기 450년경)은 카담바 왕국이 출현하게 된 가장 가능한 원인을 제시한다. 이 비문은 마유라샤르마가 탈라군다(현 카르나타카주 시모가 지구) 출신이며, 그의 가문 이름이 그의 집 근처에서 자라던 카담바 나무에서 유래했다고 명시한다. 이 비문은 마유라샤르마가 서기 345년경 그의 구루이자 할아버지인 비라샤르마와 함께 칸치로 가서 가티카("학교")에서 베다 연구를 계속한 과정을 서술한다. 그곳에서 그와 팔라바 경비병 사이에 오해가 생기거나, 혹은 아슈바산스타("말 희생제")에서 마유라샤르마가 굴욕을 당하는 싸움이 발생했다. 격분한 브라만은 학업을 중단하고 팔라바에 대한 복수를 맹세하며 칸치를 떠나 무기를 들었다. 그는 충실한 추종자들을 모아 팔라바 군대와 안타라팔라(국경 수비대)를 격파하고 현대 스리사일람(스리파르바타) 지역의 울창한 숲에 단단히 자리 잡았다. 팔라바와 콜라르 (인도) 지역의 바나 왕국의 브리하드-바나스 같은 다른 소왕국들을 상대로 오랜 기간 저강도 전쟁을 벌인 후, 그는 바나스와 다른 왕국들로부터 공물을 부과할 수 있었고 마침내 독립을 선언했다. 탈라군다 기둥 비문을 해독한 인도학자 로렌츠 프란츠 킬호른에 따르면, 마유라샤르마를 막을 수 없었던 팔라바 왕조는 스칸다바르만 왕의 지배 아래 아라비아해(아마라 또는 아마라와로 알려진)부터 프레마라 또는 프레하라(인도 중부의 고대 말와 또는 카르나타카 중부의 퉁가바드라강 또는 말라프라바강 지역으로 해석될 수 있음)까지 그의 주권을 인정해야 했다. 역사학자이자 금석학자 M. H. 크리슈나에 따르면, 찬드라발리의 마유라샤르마의 파편적인 비문은 수자원 저장소와 관련이 있으며, 아비라 왕조와 푸나타, 즉 마유라샤르마의 카담바 왕국의 북부 및 남부 이웃으로 통치했던 두 동시대 왕국의 이름이 포함되어 있다. 탈라군다 비문은 또한 마유라샤르마가 왕국의 창시자임을 확인한다. 비문은 칸치 사건 이후의 상황을 생생하게 묘사한다:
| “ | 쿠샤 풀, 땔감과 돌, 국자, 녹인 버터와 제물 그릇을 잡는 데 능숙한 손이, 대지를 정복하기 위해 불타는 검을 뽑아 들었다. | ” |

따라서 라메쉬에 따르면, 의로운 분노의 행동으로 카르나타카의 첫 원주민 왕국이 탄생했고, 팔라바 왕 스칸다바르만은 말라프라바강 남쪽의 카담바의 커져가는 힘을 주권 세력으로 인정하는 데 동의했다. 그러나 마줌다르는 탈라군다 기둥 비문과 같이 중요한 비문조차 많은 세부 사항을 미해결로 남겨둔다고 생각한다. 모라에스(Moraes)와 사스트리(Sastri)와 같은 학자들은 사무드라굽타가 알라하바드 비문에서 칸치의 팔라바 왕 비슈누고파를 물리쳤다고 주장하며 남부에서 혼란을 야기한 그의 침략을 마유라샤르마가 이용했을 수도 있다고 본다. 팔라바 세력의 약화를 이용하여 마유라샤르마는 새로운 왕국을 건설하는 데 성공한 것으로 보인다. 금석학자 M.H. 크리슈나에 따르면, 마유라샤르마는 트리쿠타, 아비라, 파리야트라카, 샤카스타나, 마우카리, 푸나타, 센드라카 같은 소왕국들을 추가로 진압했다. 마유라샤르마가 베다 연구를 위해 멀리 떨어진 칸치로 여행해야 했다는 사실은 당시 바나바시 지역에서 베다 지식이 상당히 초보적이었음을 시사한다. 금석학자 B.R. 고팔이 발견한 구드나푸르 비문은 할아버지와 스승이 비라샤르마였고 아버지가 반두세나였던 마유라샤르마가 크샤트리야(전사 카스트)의 성격을 발달시켰다고 명시한다. 센은 마유라샤르마의 후계자인 칸가바르마가 성을 "샤르마"에서 "바르마"로 변경했다고 생각한다.

### 확장
마유라샤르마의 뒤를 이어 서기 365년경 그의 아들 칸가바르마가 즉위했다. 그는 왕국을 보호하기 위해 바카타카 세력과 싸워야 했다(쿤탈라국으로도 알려짐). 주보-두브레이에 따르면 그는 프리트비세나 왕에게 패배했지만 자유를 유지할 수 있었다. 마줌다르는 칸가바르마가 바카타카 왕국의 바신 지부의 비디아세나 왕과 영구적인 결과 없이 전투를 벌였다고 생각한다. 서기 390년경 즉위한 그의 아들 바기라트는 아버지의 손실을 회복했다고 전해진다. 카마트에 따르면, 탈라군다 비문은 바기라트를 "카담바 영토의 유일한 군주"이자 "위대한 사가라"(문자적으로 "위대한 바다") 자신으로 묘사하며, 그가 바카타카에 대한 손실을 회복했을 수 있음을 시사한다. 그러나 동시대 바카타카 비문은 이를 확인하지 않는다. 그의 아들 라구는 서기 435년경 팔라바와 싸우다 사망했지만, 일부 비문은 그가 가족을 위해 왕국을 확보했다고 주장한다. 그는 서기 435년경 그의 남동생 카쿠스타바르마의 뒤를 이었다. 카쿠스타바르마는 왕조의 가장 강력한 통치자였다. 사스트리와 모라에스에 따르면, 카쿠스타바르마의 통치 아래 왕국은 성공의 정점에 도달했으며, 탈라군다 기록은 그를 "가문의 장식"이라고 부른다. 할라시와 할미디 비문도 그를 높이 평가한다.
탈라군다 비문에 따르면 그는 북인도의 굽타 왕조와 같은 강력한 통치 가문과 혼인 관계를 유지했다. 그의 딸 중 한 명은 강가 왕조의 마다바 왕과 결혼했다. 데사이에 따르면 그의 딸 중 한 명은 쿠마라 굽타의 아들 스칸다 굽타(굽타 왕조)와 결혼했으며, 바카타카 왕 프리트비세나의 발라갓 비문을 통해 우리는 아지타바타리카라는 또 다른 딸이 바카타카 왕자 나렌드라세나와 결혼했음을 알 수 있다. 그는 바타리 봉신과 남카나라의 알루파 왕조와도 유사한 관계를 유지했다. 데사이와 판차무키에 따르면 산스크리트 문학의 증거는 이 시기에 저명한 산스크리트 시인 칼리다사가 카담바 궁정을 방문했음을 나타낸다. 모라에스와 센은 방문이 바기라트 통치 기간에 일어났다고 생각한다. 센에 따르면 칼리다사는 차마라굽타 2세 비라크마디트야에 의해 카담바와 결혼 동맹을 맺기 위해 파견되었다.
그의 후계자인 산티바르마(서기 455년경)는 그의 개인적인 매력과 아름다움으로 유명했다. 한 비문에 따르면 그는 자신의 번영을 과시하기 위해 세 개의 왕관(파타트라야)을 썼는데, 이는 그의 적들인 팔라바의 "관심을 끌었다". 팔라바의 위협이 드리워지자, 그는 서기 455년경 그의 왕국을 분할하여 그의 남동생 크리슈나바르마가 남쪽 지역을 통치하고 팔라바를 상대하도록 했다. 이 지부는 트리파르바타 지부라고 불리며 현대 다르와드 지구의 데바기리 또는 할레비두에서 통치했다. 마줌다르는 크리슈나바르마의 비문 부족으로 인해 그의 통치가 다소 불분명하다고 보지만, 그의 아들들이 발행한 기록은 그에게 효율적인 행정과 아슈바메다 (말 희생)를 인정한다. 그는 팔라바와의 전투에서 목숨을 잃었을 가능성이 있다. 헤바타 기록에 따르면 그의 후계자이자 아들인 비슈누바르마는 그의 삼촌인 산티바르마(그는 이전 기록에서 "전체 카르나타 지역의 군주"라고 묘사함)에 대한 초기 충성에도 불구하고 팔라바의 종주권을 받아들여야 했다. 서기 485년경 그의 아들 심하바르마가 즉위했지만 바나바시와의 관계는 소극적이었다. 왕국의 북부(바나바시 지부)에서는 산티바르마의 형제 시바 만다트리가 서기 460년부터 10년 이상 통치했다. 서기 475년경 산티바르마의 아들 므리게샤바르마가 왕위에 올라 팔라바와 서강가를 상당히 성공적으로 상대했다. 할라시 판에 따르면 그는 "강가의 저명한 가문의 파괴자"이자 팔라바에게 "파괴적인 불"(프라라야날라)이었다. 그의 왕비 프라바바티(케카야 가문)는 그에게 라비바르마라는 아들을 낳았다. 므리게샤바르마는 학자였고 말과 코끼리 타기에 능숙했다고 알려져 있다.
카쿠스타바르마 이후 라비바르마(서기 485년경)만이 서기 519년경까지 지속된 오랜 통치 기간 동안 왕국을 원래의 강력함으로 재건할 수 있었다. 그의 통치 기간 동안의 수많은 비문들은 5년째부터 35년째에 이르기까지 가족 내에서의 일련의 충돌과 팔라바스 및 서강가에 대한 성공을 생생하게 보여준다. 그는 바카타카에 대한 승리도 기록되어 있다. 역사학자 D. C. 시르카르는 서기 519년(왕의 마지막 통치 연도)으로 추정되는 라비바르마의 다바나게레 기록을 해석하며, 왕의 종주권이 북쪽으로는 나르마다강까지 남인도 전체에 걸쳐 확장되었고 이 지역의 사람들이 그의 보호를 요청했다고 주장한다. 라비바르마는 서기 519년, 즉 그의 통치 34년째에 아산디 분드(세투) 남쪽의 불교 상가(사원)에 토지를 기증했는데, 이는 그의 관용과 모든 신앙과 종교에 대한 격려를 보여주었다. 그의 통치 기간 동안 건설된 마하데바 사원은 그 시대의 그리스 문헌에서도 언급된다. 구드나푸르 비문에 따르면, 푸나타, 알루파, 콩갈바, 우찬기의 판디아 같은 소규모 통치자들도 성공적으로 처리되었다. 왕국의 핵심은 본질적으로 현대 카르나타카주의 상당 부분을 포함한 데칸의 중요한 지역들로 구성되었다. 바나바시 지부의 라비바르마 왕은 모라에스에 따르면 트리파르바타 지부의 비슈누바르마 왕을 죽였고, 우찬기에서 시바 만다트리의 반항적인 후계자들을 성공적으로 처리했다. 팔라바 왕 찬다단다(팔라바 왕 산티바르만의 다른 이름)도 사티아나티아이어에 따르면 같은 운명을 맞았다. 라비바르마는 그의 두 형제인 바누바르마와 시바라타를 각각 할라시와 우찬기를 통치하도록 남겼다.

### 쇠퇴
라비바르마가 사망한 후, 상골리 비문에 따르면 그의 평화로운 아들 하리바르마가 서기 519년경 그의 뒤를 이었다. 반나할리 비문에 따르면, 하리바르마는 서기 530년경 트리파르바타 지부의 부활한 크리슈나바르마 2세(심하바르마의 아들)가 바나바시를 침공했을 때 사망했으며, 이로써 왕국의 두 지부가 통합되었다. 서기 540년경, 카담바의 봉신이었고 바다미에서 통치하던 찰루키아 왕조가 왕국 전체를 정복했다. 이후 카담바는 바다미 찰루키아의 봉신이 되었다. 이후 수세기 동안, 이 가문은 수많은 소규모 지부로 분열되어 고아, 할라시, 항갈, 바이바드, 벨루르, 반카푸라, 반다리케, 찬다바르, 자얀티푸라(오디샤)에서 통치했다. 바나바시의 카담바 왕국이 번영했던 왕국이었다는 것은 찰루키아 왕조의 유명한 아이홀레 비문에 의해 증명되는데, 이 비문은 바나바시를 다음과 같이 묘사한다:
| “ | 신들의 도시와 바르다강의 높은 파도에서 노는 백조의 허리띠를 닮았네 | ” |

## 행정

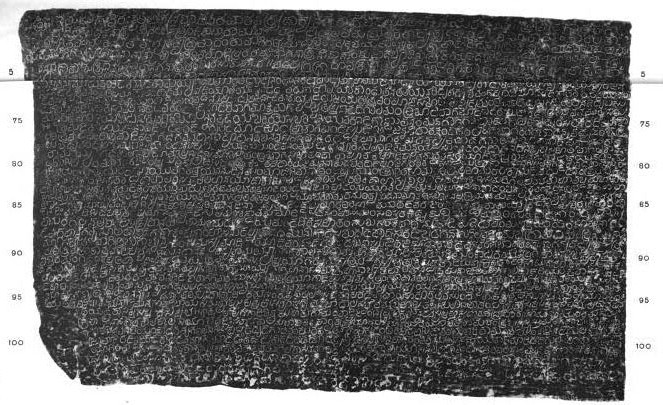
항갈 지부 카담바 왕조의 카마데바 왕의 고대 칸나다어 비문(서기 1200년)

카담바 왕들은 그들의 선대인 사타바하나 왕조처럼 스스로를 다르마마하라자(문자적으로 "덕왕")라고 불렀으며, 그들의 행정 절차를 면밀히 따랐다. 왕들은 박학다식했으며 일부는 학자이자 문인들이기도 했다. 비문들은 창시자인 마유라샤르마를 "베단가바디아 샤라다"(“베다의 대가”)라고 묘사하고, 비슈누바르마는 문법과 논리학에 능숙했으며, 심하바르마는 "학습 예술에 능숙했다"고 불렸다.
이 고대 힌두 경전(스므리티)의 지혜와 지식은 통치에 대한 지침을 제공했다. 모레스(Mores)는 정부의 여러 중요한 직책을 확인했다: 재상(프라다나), 가계 청지기(마네베르가데), 회의 서기(탄트라팔라 또는 사브하카리야 사치바), 학식 있는 원로(비디아브리다), 의사(데샤마티아), 개인 비서(라하스야디크리타), 총무(사르바카리야카르타), 대법관(다르마디아크샤, 그 위에는 왕이 있었다), 기타 관리(보자카와 아유크타), 세무 공무원(라주카) 그리고 필경사(레카카). 가분다(Gavundas)는 왕과 농민 사이에서 세금을 징수하고 세입 기록을 유지하며 왕실에 군사 지원을 제공하는 중간 역할을 하는 엘리트 토지 소유주였다. 군대는 자가달라, 단다나야카, 세나파티와 같은 장교들로 구성되었다. 조직은 "차우랑가발라"라는 전략을 기반으로 했다. 게릴라전은 알려지지 않았으며 전술적 이점을 얻기 위해 자주 사용되었을 수도 있다.
태자(유바라자)는 종종 왕궁에서 왕의 중앙 행정을 도왔다. 일부는 멀리 떨어진 지방을 통치했다. 이러한 경험은 미래의 왕에게 미래의 안정과 노하우를 제공했을 뿐만 아니라, 신뢰할 수 있는 가족 구성원 내에서 행정 통제를 유지했다. 이는 산티바르마, 카쿠스타바르마, 크리슈나바르마 왕의 경우에서 볼 수 있다. 카쿠스타바르마 왕은 그의 아들 크리슈나바르마를 트리파르바타 지역의 부왕으로 임명했다. 라비바르마 왕의 형제인 바누와 시바라타는 각각 할라시와 우찬기 지방을 통치했다. 일부 지역은 알루파, 센드라카, 케케야, 바타리와 같은 세습 통치 가문 아래에 계속 남아 있었다. 바나바시가 권력의 중심지였던 반면, 할라시, 트리파르바타, 우찬기는 중요한 지역 수도였다. 왕국은 지방(만달라스 또는 데샤)으로 나뉘었다. 지방 아래에는 비샤야(Vishaya)가 있었는데, 판차무키(Panchamukhi)는 이 중 아홉 개를 확인했다. 비샤야 아래에는 여러 마을을 포함하는 탈루크(마하그라마스)가 있었고, 그 아래에는 10개씩 묶인 마을들(다샤그라마)이 있었다. 가장 작은 단위는 마을(그라마)이었는데, 이는 촌장(그라미카)의 권위 아래 특별한 자유를 누렸던 것으로 보인다.
왕국의 다양한 구분과 하위 구분 외에도 도시 정착지의 개념이 있었다. 비슈누바르마 왕의 5세기 비루르 구리판 비문은 바나바시를 "18개의 만다피카(통행료 징수소)로 장식된 카르나타데샤의 장식"으로 묘사하며, 당시 주요 무역 중심지였음을 나타낸다. 수많은 비문들은 바나바시의 통치자들을 "도시의 훌륭한 군주들"(푸라바레스바라)이라고 언급한다. 발굴 조사를 통해 바나바시가 사타바하나 왕조 시대에도 정착지였음이 밝혀졌다. 5세기경에는 요새화된 정착지이자 카담바의 수도(카타카)였다. 692년경 찰루키아의 후기 비문은 바나바시와 그 기업체(나가라)를 왕이 브라만에게 마을을 부여하는 것에 대한 증인으로 언급한다. 상업 계급(세티)에 대한 언급은 바나바시의 상업적 중요성을 더욱 시사한다.
토지 생산량의 6분의 1이 세금으로 징수되었다. 비문에 언급된 다른 세금으로는 토지세(페르준카), 왕실에 지불하는 사회 보장세(바다라불라), 판매세(빌코다), 토지세(키루쿨라), 빈랑세(판나야), 기름장수, 이발사, 목수와 같은 상인에 대한 직업세가 있었다. 비문에는 내부세(카라와 안타카라), 자선 소유물에 대한 세금(파나가), 왕에게 바치는 선물(우트코타), 현금 지불(히란야) 등 더 많은 세금이 언급되어 있다. 수도 바나바시에는 들어오는 상품에 세금을 부과하는 18개의 세관(만다피카)이 있었다. 사망한 전사들이 제공한 군사 또는 보호 서비스에 대한 보상으로 국가는 그들의 가족을 지원하는 사회 서비스 보조금(칼나드 또는 발가쿠)을 지급했다. 영웅의 미덕을 찬양하는 비문이 포함된 영웅석을 세우는 것 외에도, 보조금은 토지 형태로 지급되었다. 이러한 토지 보조금은 영웅의 지위에 따라 작은 토지부터 여러 마을 또는 심지어 큰 지리적 단위까지 다양할 수 있었다.

## 경제
비문과 문헌은 경제와 경제에 영향을 미친 요인에 대한 주요 정보원이다. 아디가에 따르면, 크리슈나, 칼부르기, 키텔, 라이스, B.R. 고팔, 세타르와 같은 역사학자 및 금석학자들의 연구를 통해 왕국이 농업 및 목축 요소 모두의 수입에 의존했음이 분명하다. 주로 현대 시모가, 비자푸르, 벨가움, 다르와드, 우타라칸나다구 지역(고대 벨볼라-300, 풀리게레-300, 바나바시-12,000)에서 발견되는 수많은 비문들은 소떼 습격, 소몰이꾼, 양치기들을 언급한다. 소떼 습격에서 싸우다 죽은 사람들을 위한 수많은 영웅석은 무법 상태뿐만 아니라 목축의 중요성을 나타내는 지표였다. 형용사에 고사이(암컷 고이티), 고사사, 고사시, 고사하스라라는 용어의 언급, 우유 및 유제품에 대한 세금 부과, 대규모 소떼의 존재, 기증자의 부유함을 나타내는 천 마리 소의 기증(고사하스람 프라다룸)은 소 목축이 경제의 중요한 부분이었음을 시사한다. 양치기 정착지(쿠리파티), 소몰이꾼 정착지(투르파티), 그리고 작은 마을(팔리)에 대한 수많은 언급이 기록에 있다.
방목과 경작을 결합한 혼합 농업은 주로 부유한 가운다 농민(고우다 (성)s)이 통제했는데, 생산되는 곡물량과 소의 머리 수가 부를 결정했기 때문에 중요한 요소로 보였다. 소 도둑과 싸운 사람들이나 그들의 가족에게 콜라가 또는 칸두가 단위로 방목 및 경작 가능한 토지를 기증했다는 기록이 여러 건 있다. 베다(Beda)라고 불리는 산악 부족을 제외하고는 대부분의 공동체에서 유목 생활 방식이 일반적이지 않았다. 두렛에 따르면, 반유목 공동체는 종종 외곽 농장에서 소 도둑질과 여성 납치에 의존했다. 베다족은 상인들에게 훔친 소와 고기, 백단향, 목재와 같은 숲의 생산물, 그리고 조직적이지 않은 농업에서 얻은 작물을 팔아 생계를 유지했다.
비문에는 세 가지 유형의 토지가 분명하게 나타난다: 습지 또는 경작지(난세이, 베데, 가데 또는 니르 만누)는 주로 벼(아키 가데, 아키 갈데게 또는 바타 만누) 또는 키가 크고 튼튼한 곡물 생산 풀인 세제(sejje)를 재배하는 데 사용되었다. 건조지(푼세이, 드물게 언급됨) 및 정원지(토타). 6세기 한 보조금은 사탕수수(iksu)를 재배하는 정원지를 언급한다. 재배된 다른 작물로는 보리(야바), 아레카 너트(크라무카), 휴면 기장(졸라다케이), 밀(고두마), 콩(라다카), 꽃은 주로 사원용이었고 이러한 토지를 푸노타(pundota)라고 불렀으며, 바나나(카달리)와 코코넛 같은 과일도 언급된다.
소라바의 6세기 히레사쿠나 구리판과 같은 석판 및 구리판 기록에 있는 마을(팔리) 묘사는 자연적(또는 인공적) 경계 지형, 농경지 배치, 기존 및 새로 건설된 저수지, 관개 수로 및 개울의 수리, 토양 유형 및 재배 작물을 포함했다. 저수지 수리 및 신규 저수지 건설은 왕부터 마하자나들에 이르는 엘리트들의 주요 관심사였으며, 이들은 부분적인 토지 소유권 또는 저수지에서 관개된 생산물의 일정 비율을 주장하거나 둘 다 주장했다. 새로 관개된 토지에는 세금이 부과되었는데, 이는 통치자들이 건조지를 경작 가능한 습지로 전환하는 것을 적극적으로 장려했음을 나타낸다. 토지 소유 유형에는 중요한 구분이 있다: 브라흐마데야(개인)와 비브라흐마데야(집단)로, 이는 남인도에서 3-4세기 초부터 비문에서 볼 수 있다. 시카리푸라 탈루크 비문과 같은 기록은 때때로 여성이 마을 촌장과 고문이었으며 토지(가분디)를 소유했음을 나타낸다.
농촌 후방 지대의 잉여 생산물에 전적으로 의존하여 기능했던 도시 중심지, 즉 도시와 읍내(마하나가라, 푸라, 폴랄)는 바다라다네(서기 900년경)와 팜파 바라타(서기 940년경)와 같은 칸나다 고전에서 종종 언급된다. 다이아몬드 및 옷 상인과 그들의 상점, 상인 길드(법인), 중요한 예배 사원 및 종교 중심지, 왕족, 봉신 및 상인(세티)의 궁전, 요새화된 지역, 매춘부 거리, 곡물 상인 및 그들의 시장과 같은 전문 계층의 마을에 대한 언급은 이러한 도시 엔티티가 행정적, 종교적, 경제적 활동의 중심지였음을 분명히 나타낸다.

## 문화

### 종교
3세기 사타바하나 왕조의 통치 종식은 데칸과 남인도에서 두 가지 종교적 현상과 일치했다: 힌두교, 자이나교 및 불교의 확산. 이는 굽타 제국의 북인도 힌두교에 대한 열렬한 후원과 다른 종교에 대한 반감의 직접적인 결과였다. 사스트리에 따르면, 5세기경까지 남인도는 이러한 종교와 그와 관련된 종파들이 방해 없이 조화롭게 성장하는 것을 목격했다.
희생 제물을 바치는 것을 포함한 지역 신들과 관행에 대한 달램은 종종 무루간, 시바, 비슈누, 크리슈나와 같은 인기 있는 베다 신들과 함께 이루어졌다. 그러나 7세기부터 자이나교와 불교의 인기가 높아지면서 힌두 성도들에게는 주류 힌두교에 이단적인 것으로 비춰져 우려를 낳았다. 특히 타밀 지역에서 새롭게 부상한 힌두교의 부활은 공개 토론과 순회 성도들의 열정적인 반박으로 특징지어졌다. 이들의 주요 목적은 대중들 사이에서 힌두 박티를 활성화하고 부활시키며, 칼라무카, 카팔리카, 파수파타와 같이 원시적인 것으로 여겨지는 종파의 추종자들을 주류 힌두교로 되돌리는 것이었다.
카담바 왕조는 비문에서 볼 수 있듯이 힌두교의 추종자였다. 그들의 인접 이웃인 서강가와 팔라바 왕조도 마찬가지였다. 아디가에 따르면, 베다에 능통한 브라만에 대한 그들의 후원은 너무나 분명하다. 비문들은 브라만에게 주어진 다양한 토지 보조금을 기록하며 그들의 혈통(고트라)과 베다 전문 분야를 명시한다. 시르카르에 따르면, 초기 통치자들은 자신들을 브라만야 또는 파라마-브라만야라고 불렀는데, 이는 그들이 비슈누파(힌두교의 한 분파)에 대한 경향을 나타낸다. 창시자인 마유라샤르마는 탈라군다 비문에 따르면 출생 시에는 브라만이었지만, 그의 후계자들은 크샤트리야(전사) 신분으로의 변화를 나타내기 위해 바르마라는 성을 사용했을 수도 있다. 비슈누바르마의 한 비문은 그를 "뛰어난 브라만 신앙의 수호자"라고 묘사한다. 그의 아버지 크리슈나바르마 1세는 베다 아슈바메다("말 희생")를 수행했다. 브라만에게 주어진 보조금을 기록한 수많은 기록이 있다. 시르카르에 따르면, 일부 5세기와 6세기 비문에는 하리-하라-히란야가르바와 하라-나라야나 브라만(하리와 하라는 힌두 신 비슈누와 시바의 또 다른 이름)에 대한 간청이 있다.
탈라군다 비문은 힌두 신 시바에 대한 기도로 시작하는 반면, 할미디와 바나바시 비문은 비슈누 신에 대한 기도로 시작한다. 마두케슈바라(시바의 한 형태)는 그들의 씨족신이었으며, 바나바시에 있는 유명한 마두케슈바라 사원에 수많은 기부가 이루어졌다. 비문에는 고라바스, 카팔리카스, 파수파타스, 칼라무카스와 같은 다양한 샤이바 종파(시바 신 숭배자)가 언급되어 있다. 유명한 기숙 학교는 발리가비와 탈라군다에 존재했다. 베다 교육은 아그라하라와 가티카라고 불리는 학습 장소에서 이루어졌다. 그러나 그들은 다른 신앙에 대해서도 관용적이었다. 카담바 왕들은 자이나교도 장려했던 것으로 보인다. 므리게샤바르마 왕의 일부 기록은 자이나교 사원에 대한 기부를 묘사하며, 라비바르마 왕이 자이나교 학자를 높이 평가했음을 보여준다. 푸지아파다, 니라바디아 판디타, 쿠마라다타와 같은 저명한 자이나교 교사들의 이름이 그들의 비문에서 언급된다. 자이나교도들은 그들의 군대에서 중요한 지휘관 자리를 차지했다. 아디가에 따르면, 원래 금지되었던 우상 숭배가 이제 일반 대중과 수도승들 사이에서 대중화되었다. 이는 자이나교 사원(차이티아) 건설을 위한 기금 모금에 도움이 되었다. 사원에 자이나교 수도승(자이나)의 이미지를 설치하고 일반인들 사이에서 의례적인 숭배로 꾸준히 이동하는 것은 "구원 탐구"의 개념과 종교의 금욕적인 활력을 약화시켰다.
불교 센터에도 보조금이 지급되었다. 카마트에 따르면, 왕궁 수도 바나바시는 오랫동안 불교 학문의 장소였다. 7세기, 중국 사절단 현장은 바나바시를 대승불교와 소승불교 학자 만 명이 살았던 100개의 상가라마가 있는 곳으로 묘사했다. 그러나 레이에 따르면, 카담바 이전의 일부 왕조, 예를 들어 마우리아와 추투 왕조가 불교를 후원했을 수 있다는 증거는 있지만, 지배적인 카담바 가문에 대해서는 거의 언급할 것이 없으며, 그들의 비문 대부분은 브라만교적인 보조금이다. 실제로 레이에 따르면, 바나바시에서 발견된 불교 스투파 유적지는 마을 밖에 위치하고 있다.

### 사회
브라만과 크샤트리아가 상위에 있는 조직화된 힌두 사회에서는 카스트 제도가 널리 퍼져 있었다. 이는 결혼과 같은 사회적으로 중요한 사건에 깊은 영향을 미쳤다. 처음에 사회적 계층을 피함으로써 인기를 얻었던 자이나교와 불교조차도 카스트 기반 사회의 덫을 개발하기 시작했다. 싱에 따르면, 이러한 특정 특징은 초기 중세 시대 카르나타카 자이나교의 독특한 특징이었다. 자이나교의 두 종파인 디감바라와 슈베탐바라는 입회할 가치가 있는 사람에 대해 엄격한 자격 기준을 따랐다. 지나세나의 고전 아디푸라나는 순수한 혈통, 신체 건강, 정신 건강을 그러한 입회에 합당한 주요 속성으로 꼽는다. 지나세나와 라비세나(파드마푸라나의 저자)는 바르나(구별 또는 카스트) 기반 사회의 존재와 각 바르나의 책임을 논한다.
마줌다르는 이 시기의 불교 및 자이나교 문헌이 크샤트리야를 브라만 위에 두어 네 가지 바르나를 설명한다고 언급한다. 브라만 문헌이 브라만 남성이 크샤트리야 카스트 여성과 결혼하는 것을 허용하는 전통을 가리키는 반면, 브라만 여성은 비브라만 남성과 결혼하는 것이 허용되지 않았다. 반대로 불교 및 자이나교 문헌은 브라만 남성이 크샤트리야 여성과 결혼하는 것을 받아들일 수 없다고 여기지만, 크샤트리야 남성이 브라만 여성과 결혼하는 것은 받아들일 수 있다고 본다. 따라서 당시의 세 가지 주요 종교 모두에서 카스트 제도가 작동하고 있었다. 그러나 마줌다르는 힌두 사회의 고도로 동화적인 성격을 지적하며, 쿠샨인, 그리스인, 사카인, 파르티아인과 같은 인도의 초기 침략자들은 모두 그들의 이전 관습의 흔적 없이 힌두 사회에 흡수되었다고 언급한다.
중세 인도 사회의 독특한 특징은 영웅석("기념석") 건립을 통한 사망한 영웅 기념이었다. 이러한 돌과 그 위에 새겨진 비문 및 부조 조각들은 전사한 영웅을 신격화하기 위한 것이었다. 우펜드라 싱에 따르면, 이러한 돌 중 가장 많은 수가 집중된 곳(약 2650개로 5세기에서 13세기 사이에 해당)은 현대 인도의 카르나타카 지역에서 발견된다. 대부분은 남성에게 헌정되었지만, 몇몇 흥미로운 것들은 여성과 애완동물에게 헌정되었다. 시든나할리, 켐발루, 시카리푸라의 영웅석은 소 도둑이나 적과 싸우다 사망한 여성의 덕을 칭송한다. 골라라하티와 아타쿠르 비문은 멧돼지와 싸우다 죽은 개를 기리는 것이며, 고아 지부의 카담바 왕의 탐부르 비문은 고양이에 의해 애완 앵무새를 잃은 슬픔으로 인한 그의 죽음을 묘사한다. 그리고 쿠파투르 돌은 부상을 입고 쓰러지기 전 몽둥이로 사람을 잡아먹는 호랑이와 용감하게 싸워 죽인 후 "적을 죽인 자"(리푸-마리)라는 존칭을 받은 노예를 기리는 것이었다.
알테카르에 따르면, 사티 관습은 베다 시대 이후에 채택된 것으로 보인다. 왜냐하면 리그베다의 장례 찬송가에는 이 관습에 대한 승인이 없었기 때문이다. 그에 따르면, 심지어 아타르바베다에도 과부가 남편의 시신 옆에 장례 화장대 위에 누워야 한다는 언급이 있을 뿐, 불이 붙기 전에 내려와 미래의 부와 자녀를 축복하는 찬송가가 시작된다는 내용은 없다. 이는 과부의 재혼이 유행했음을 시사한다. 알테카르는 다르마수트라(기원전 400년~서기 100년경)와 스므리티(서기 100년경~300년경)의 저자들, 예를 들어 마누와 야즈나발키야조차도 사회에서 여성과 과부의 의무를 묘사하면서 사티와 유사한 의식을 전혀 언급하지 않고, 오히려 세속적인 포기의 길을 가치 있다고 처방했다고 지적한다. 서기 400년경부터 사티 관습이 밧사야나, 바사(두타가토트카차와 우루방가), 칼리다사(쿠마라삼바바), 슈드라카(미르차카티카)의 문헌에 나타나기 시작했으며, 서기 510년경 사망한 장군 고파라자의 아내가 남편의 화장대에서 몸을 불사른 실제 사례가 있었다. 그리고 서기 606년경, 하르샤바르다나 왕의 어머니는 말기 병에 걸린 남편보다 먼저 죽기로 결정했다.
그러나 이것은 바나(서기 625년경)와 사티를 비인간적이고 부도덕하다고 여긴 다른 탄트라 작가들과 같은 저명한 시인들의 즉각적인 지지를 얻지 못했다. 하지만 서기 700년경, 북인도, 특히 카슈미르에서 조류가 바뀌기 시작했지만, 나중에 라자스탄에서 강력한 거점을 찾았다. 사티에 대한 믿음은 특히 전사 계층에게 매력적으로 다가왔으며, 사티를 수행하면 죽은 남편의 세상 죄를 씻고 부부에게 천국에서의 자리를 보장한다는 이론이 퍼져나갔다. 때때로 첩, 어머니, 자매, 시누이, 심지어 장관, 하인, 간호사들도 이 행위에 동참했다. 이것이 데칸(카담바 영토)과 남쪽 깊은 곳(타밀 지역)에 도달하는 데는 시간이 걸렸으며, 가장 초기의 자발적인 사례는 서기 1000년경에 나타난다. 한때 크샤트리야만의 관습이었던 것이 서기 1000년경부터 브라만과 일부 자이나교도들에 의해 채택되었다. 현대 카르나타카 지역(카담바 영토)에서는 서기 1000년에서 1400년 사이에 단 11건, 1400년에서 1600년 사이에 41건만이 발생했으며, 대부분 전사 공동체에서 발생하여 전반적인 매력 부족을 나타낸다.
체육은 남자들에게 매우 인기가 많았다. 아그니푸라나(Agnipurana) 책은 남자들에게 부분적으로 소화된 음식이나 배부른 상태에서 체조를 피하라고 권장했다. 운동 후 찬물로 목욕하는 것은 건강에 해로운 것으로 간주되었다. 중세 조각품들은 젊은이들이 육체 전투 훈련을 하고, 두 손으로 몸무게를 들어 올리는 것과 같은 체조를 하며, 쇠 지렛대를 구부리는 것과 같은 근육 운동을 하는 모습을 묘사한다. 문헌에 자주 등장하는 말라(malla)와 자티(jatti)라는 용어는 레슬링이 왕족과 서민들에게 인기 있는 스포츠였음을 나타낸다. 남성과 여성 모두 레슬러가 있었으며, 여성 격투가는 순전히 남성 관객을 위한 오락 목적이었다. 여러 왕들은 아하바말라("전사-레슬러"), 트리부바나말라("삼계의 레슬러")와 같은 칭호를 가졌다. 아키야나카마니코사(Akhyanakamanikosa) 책은 두 가지 유형의 전투 스포츠, 즉 무쉬티유다("주먹싸움")와 말라유다(또는 말라칼라가, "레슬링 싸움")를 언급한다. 레슬러들은 체중, 나이, 기술, 숙련도, 체력에 따라 구분되었다. 뛰어난 실력을 보인 사람들은 인정받았고 특정 식단을 유지했다.
궁술과 사냥과 같은 활동에 대한 정보는 주로 아그니 푸라나(7세기 이후)와 같은 고전에서 얻는다. 아그니 푸라나는 "정신적 눈과 육체적 눈의 시야를 고정시킨 자는 죽음의 신조차도 정복할 수 있다"고 말한다. 궁수의 숙련도는 발놀림만큼이나 손가락과 예리한 시력에 달려 있었는데, 과녁의 그림자만 보고 명중시킬 수 있다면 증명되었다(아디푸라나의 서기 941년경 차야-락샤, 또는 마나솔라사의 서기 1129년경 마츠야-베다). 추가 정보는 마차에서 활을 겨누는 여인의 모습 등 다양한 궁술 장면을 묘사하는 중세 조각품에서 얻을 수 있다. 사냥은 숲 보호 구역에서 왕족이 가장 좋아하는 여가 활동이었다. 이는 오락, 신체 운동, 그리고 지구력 시험(므리기야비노다와 므리기야빌라사)의 역할을 했다. 중세 조각가들은 사냥 장면을 묘사하는 데 노력을 아끼지 않았다. 마나솔라사는 사냥꾼 무리가 녹색 옷을 입고 나무 구멍에 숨어 물웅덩이에서 사슴을 매복하는 것을 포함하여 스물한 가지 유형의 사냥을 묘사한다. 이 책은 현대 잘란다르, 카르나타카, 안드라프라데시주, 비다르바와 같은 곳에서 사냥개를 특별히 선택했는데, 이는 먹이를 쫓고 궁지에 몰아넣는 지구력 때문에 선호되었다고 언급한다. 비크라마데바차리타에 따르면 왕비와 궁녀들은 말을 타고 왕을 동행했다.

### 건축

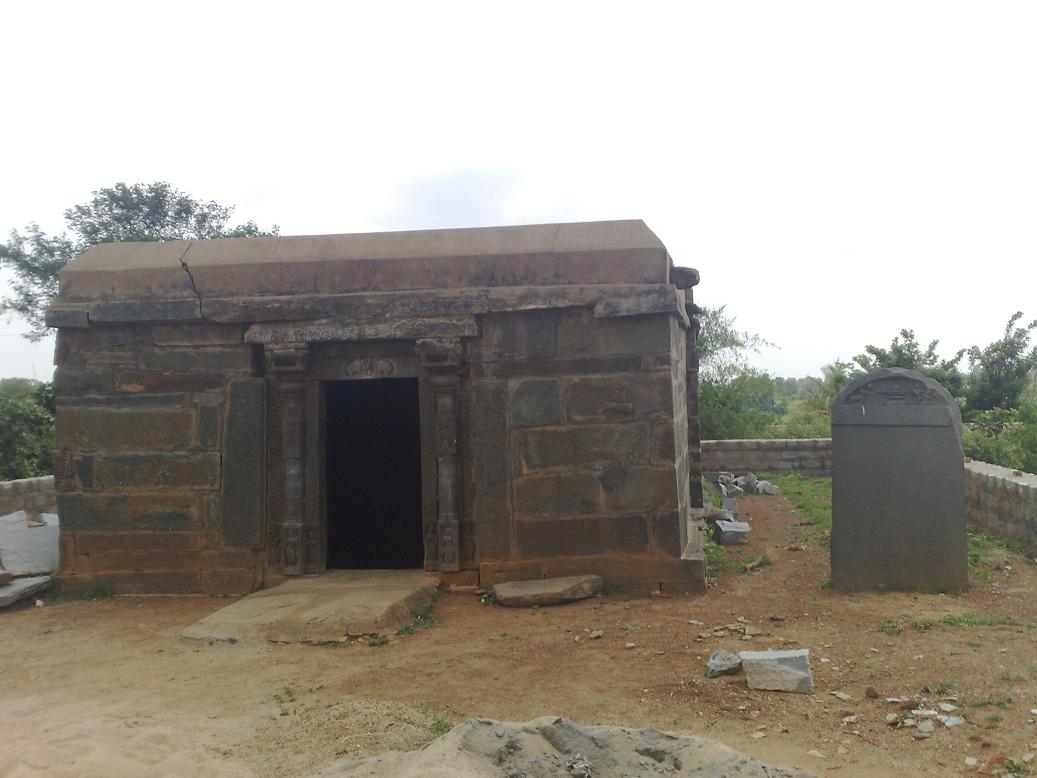
탈라군다의 프라네슈와라 사원은 4세기 후반 카담바 왕조 시대에 지어졌다.

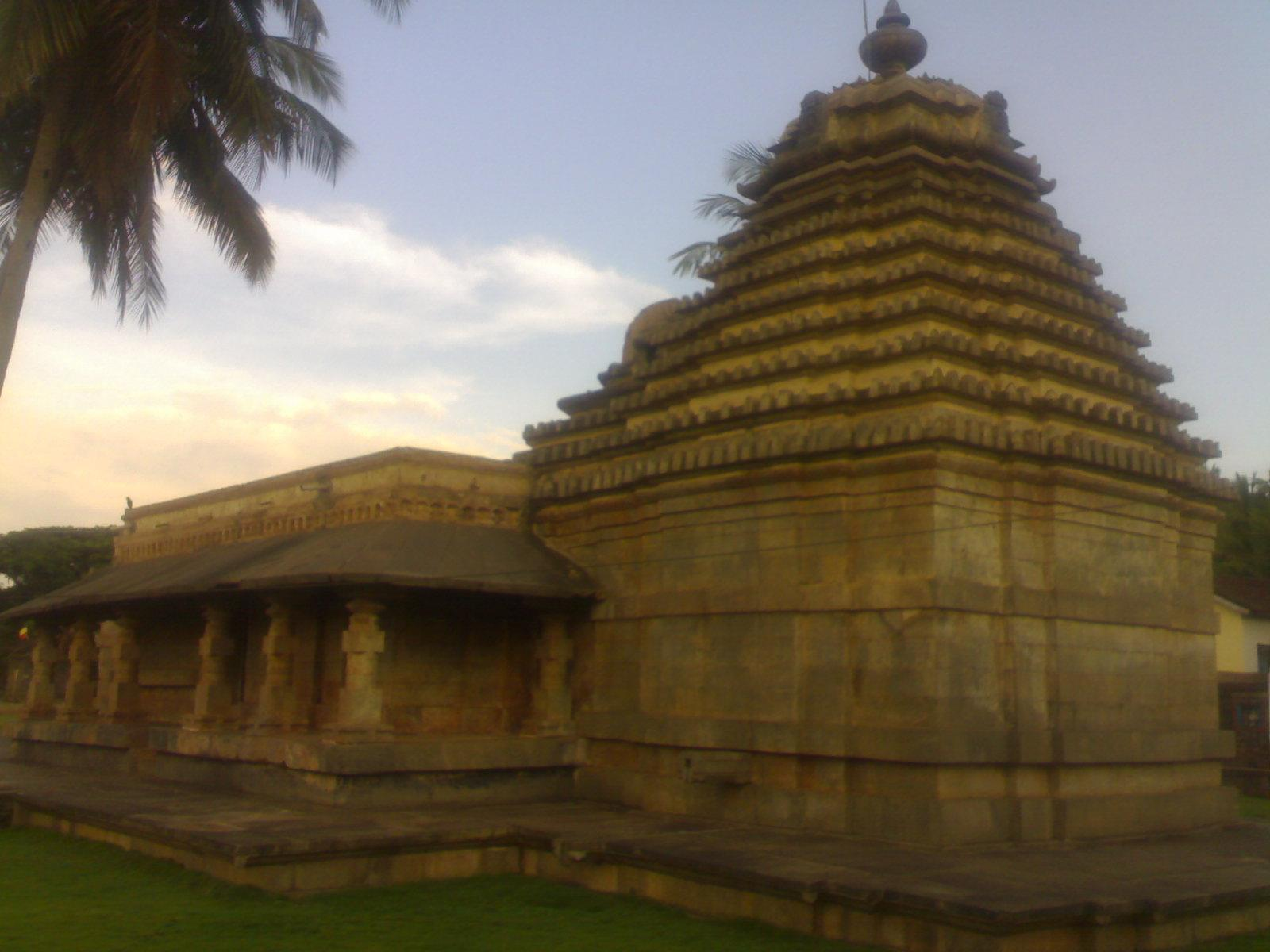
카르나타카 할라시의 부바라하 나라심하 사원

카마트에 따르면, 카담바는 카르나타카 건축의 창시자이다. 모라에스에 따르면 그들의 건축 양식은 팔라바 양식과 몇 가지 공통점을 가지고 있었다. 카마트는 그들의 비마나 양식(상부 구조가 있는 성소)이 카담바의 발명품이라고 지적한다. 이 건축의 좋은 예는 현대 벨가움 지구의 카다롤리(Kadarolli)에 있는 샹카라데바 사원에서 볼 수 있다. 구조 자체는 사각형의 가르바그리하(성소)와 그에 부속된 더 큰 홀인 만타파로 단순했다. 성소 위의 상부 구조(시카라)는 피라미드 형태이며 수평적 비장식적 계단식 단이 칼라샤(또는 스투피카)로 꼭대기가 뾰족하게 되어 있다.
카담바 건축의 시작은 서기 450년경의 탈라군다 기둥 비문의 증거에 따라 4세기로 거슬러 올라갈 수 있다. 비문에는 스타나가운두르 아그라하라의 마하데바 사원이 언급되어 있는데, 아디가는 이를 탈라군다의 보호 기념물인 프라네슈와라 사원과 동일시한다. 프라네슈와라 사원은 5세기 후반 므리게샤바르마 왕의 왕비 프라바바티와 그들의 아들 라비바르마 왕의 비문을 포함하고 있다. 이 비문들로부터 아디가는 이 사원이 4세기 후반에 존재했다고 결론짓는다. 또한 아디가에 따르면, 기둥 비문은 가장 초기의 구조가 3세기 초에 존재했으며 바나바시의 추투 사타카르니스(Chutu Satakarnis)의 후원을 받았다는 주장을 뒷받침한다.
그들의 현존하는 건축물 대부분은 할라시와 주변 지역에 있으며, 가장 오래된 것은 므리게샤바르마 왕에게 귀속된다. 할라시의 다른 주목할 만한 사원으로는 문에 천공 스크린이 있는 하티케샤바라 사원, 팔각형 기둥이 있는 칼레슈바라 사원, 부바라하 나라심하 사원, 그리고 성소와 홀을 연결하는 전실(아르다만타파) 위에 수카나사 돌출부(작은 탑)를 보여주는 라메슈바라 사원이 있다. 할라시의 모든 사원에는 장식된 기둥 머리 부분이 있는 기둥이 있다. 카담바 양식의 탑은 수세기 후에도 인기가 많았으며, 도다가다발리의 락슈미 데비 사원(호이살라 왕국이 12세기에 건설)과 14세기에 건설된 함피의 헤마쿠타 사원군에서 볼 수 있다. 사원 외에도 미술 사학자 K.V. 사우다라 라잔에 따르면, 카담바 왕조는 고아주 아르발렘에 라테라이트로 조각된 세 개의 베다 석굴 사원을 만들었다. 그들의 사원과 마찬가지로, 이 동굴들도 평범한 기둥과 수리야(태양신), 시바, 스칸다의 이미지를 포함하는 성소가 있는 아르다만타파("반 만타파")를 가지고 있다.
후기 세기에는 카담바 건축이 그들의 지배자였던 칼야니 찰루키아(후기 찰루키아)의 화려한 건축 양식의 영향을 받았다. 이 양식의 가장 좋은 예는 현대 고아주의 탐디 수를라에 있는 마하데바 사원(고아의 카담바 왕조가 12세기 후반~13세기에 개방형 만타파와 함께 건설)에서 볼 수 있으며; 1180년경 이전에 건설된 단일 신사(에카쿠타)의 타라케슈바라 사원(이타기의 마하데바 사원을 모델로 함)은 개방형 만타파(및 화려한 돔형 천장), 폐쇄형 만타파, 연결된 출입구 및 난디 만타파(난디 황소 조각상이 있는 홀)를 가지고 있다; 바나바시의 마두케슈와라 사원은 기존의 초기 찰루키아 주변 환경 위에 여러 후기 찰루키아 양식의 추가를 보여준다; 그리고 12세기, 세 개의 신사(트리쿠타찰라)를 가진 카담베슈와라 사원은 라티할리(Rattihalli)에 개방형 및 폐쇄형 만타파와 함께 있다.

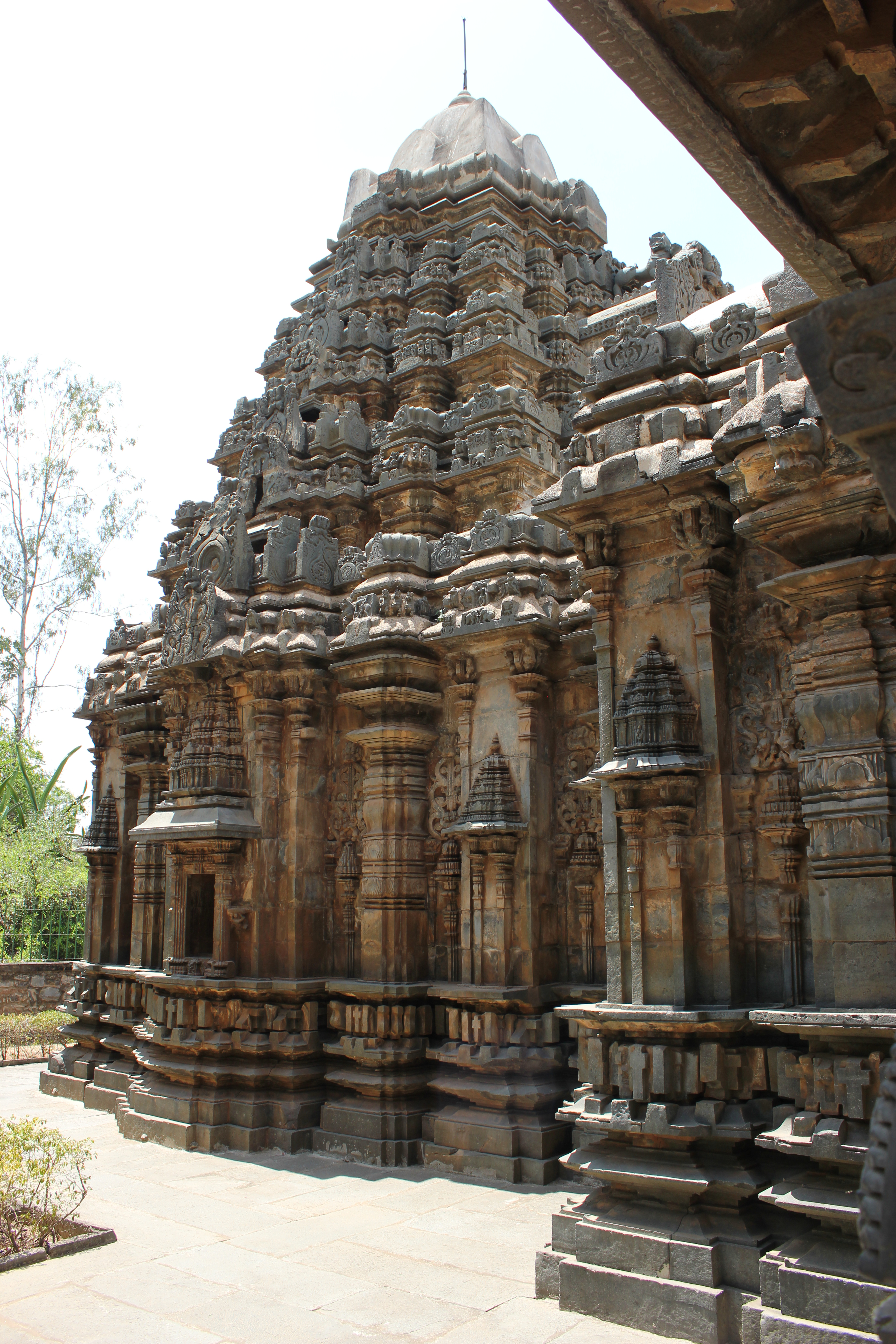
항갈의 타라케슈와라 사원, 항갈의 카담바에 의해 지어짐
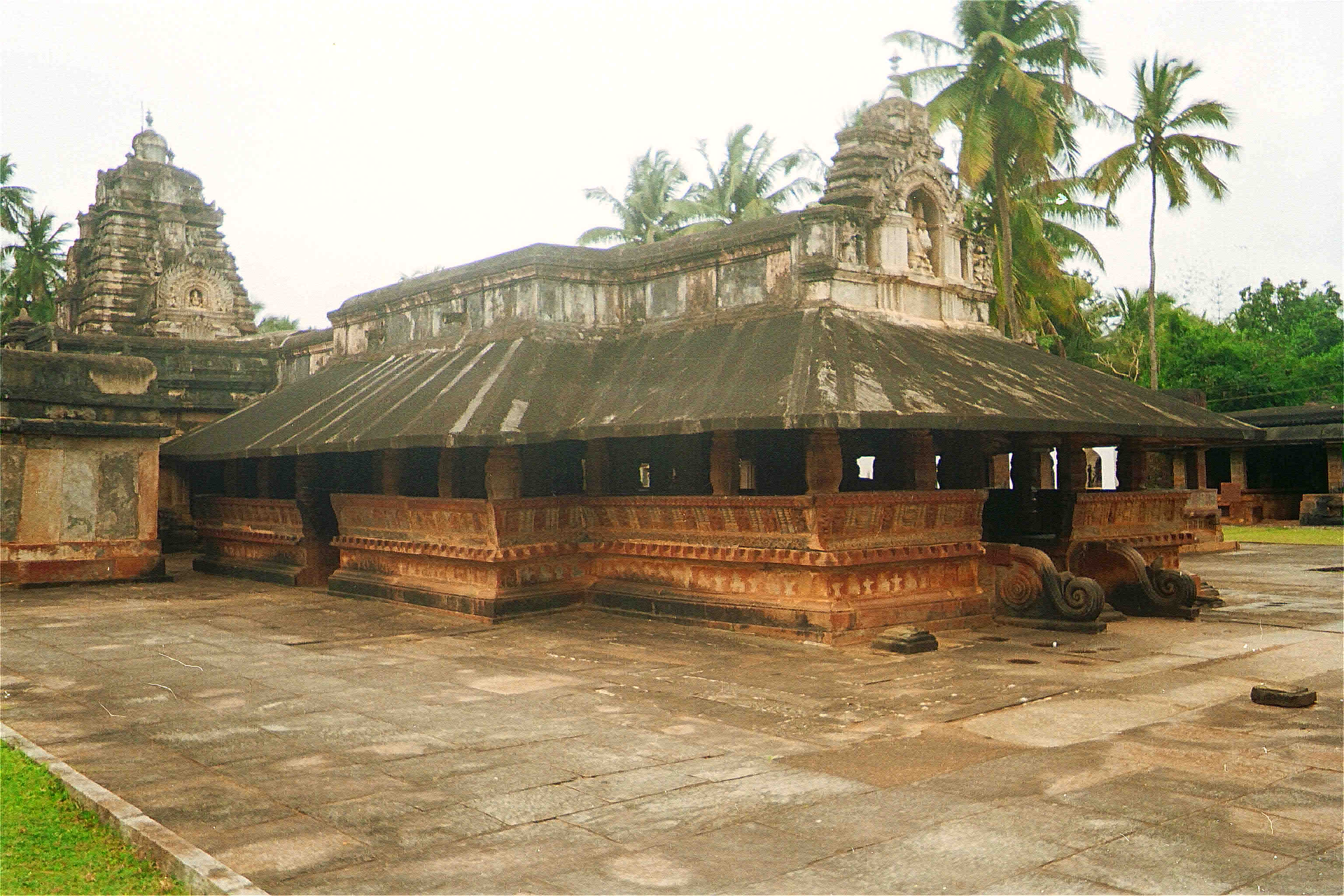
바나바시의 마두케슈와라 사원, 후기 바나바시의 카담바에 의해 지어짐
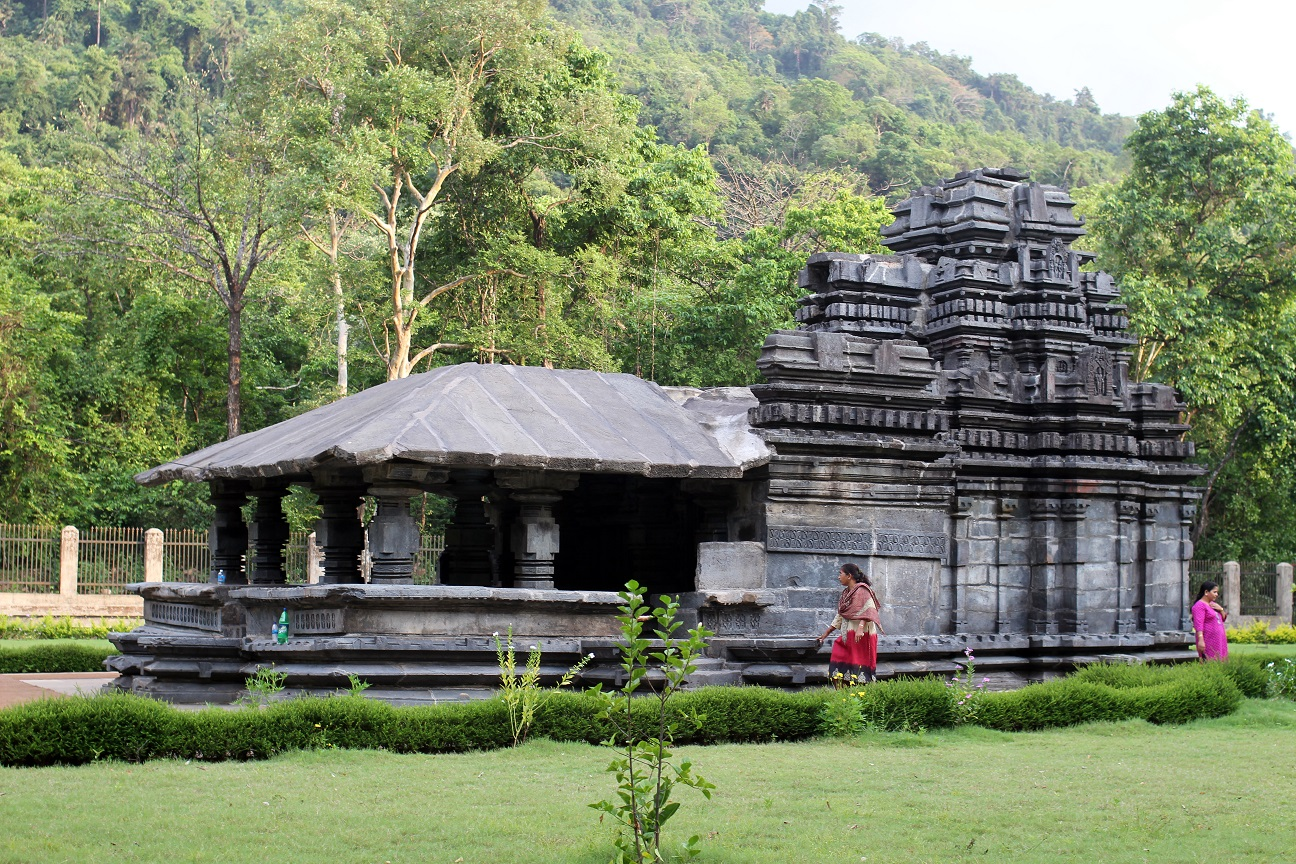
고아의 탐디 수르라에 있는 마하데브 사원, 고아의 카담바에 의해 지어짐

### 언어
금석학자 D. C. 시르카르에 따르면, 비문은 인도 문학사와 1천년 초기 왕국의 정치사를 재구성하는 데 중요한 역할을 해왔다. 일부 비문에는 주목할 만한 동시대 및 이전 시인들의 이름이 언급되어 있다(라비키르티의 아이홀레 비문에는 산스크리트어 시인 칼리다사와 바라비가 언급되어 있다). 운율의 발전과 카비아 양식("서사시")의 시는 문학에 나타나기 전에 비문에 먼저 등장한다. 또한 일부 카비아 시인들은 비문의 저자이기도 했다(트리비크라마바타는 바굼라 동판과 산스크리트 고전 날라참푸를 작곡했다). 1천년 초기 수세기 동안 데칸의 비문은 주로 프라크리트어였다. 그러다가 4세기 중반경에 이중 언어인 산스크리트-프라크리트 언어로 기록이 나타나기 시작했으며, 여기서 계보 정보는 산스크리트어로, 기능 부분은 프라크리트어였다. 5세기경부터 프라크리트어는 완전히 사용되지 않게 되었고 드라비다 언어로 대체되었다. 특히 칸나다어를 사용하는 지역에서는 비문 전체를 산스크리트어로 기록하거나 산스크리트-칸나다어로 기록하는 경향이 있었다.
4세기에서 6세기 사이에 칸나다어를 비문의 언어로 발전시킨 공로는 카담바, 강가, 바다미 찰루키아에 있다. 초기 비문 중에는 카담바에 귀속되는 할미디 석비문과 타가레 동판이 있다. 비문의 주요 내용은 산스크리트어였지만, 토지 보조금의 경계는 칸나다어로 명시되었다. 이후 두 세기 동안 비문은 더 많아지고 크기도 커졌을 뿐만 아니라, 비록 서론, 함축적 내용, 찬양 구절은 산스크리트어였지만, 이러한 비문에서 칸나다어 사용이 크게 증가했다. 세타르는 함축적 구절이 칸나다어로도 번역된 비문이 있다고 지적한다. 사실, 시 미터로 작곡된 칸나다어는 문학에 기록되기 전에도 비문에 나타나기 시작했다.
산스크리트어와 칸나다어 비문은 카담바 역사의 주요 자료이다. 탈라군다, 구드나푸르, 비루르, 시모가, 무투르, 헤바타, 찬드라발리, 할라시, 할미디 비문은 카르나타카의 이 고대 통치 가문에 대한 정보를 제공하는 중요한 비문들 중 일부이다. 카담바 지부에 귀속된 카담바 비문(산스크리트어 및 칸나다어)은 인도 고고학 조사국의 시르카르, 데사이, 가이, 라오가 출판했다. 카담바는 동전을 주조했으며, 일부에는 칸나다어 전설이 있어 그들의 역사에 대한 추가적인 화폐학적 증거를 제공한다. 카담바(동시대 탈라카드 강가 왕조와 함께)는 서기 450년경의 할미디 비문에서 볼 수 있듯이 칸나다어를 추가적인 공식 행정 언어로 사용한 최초의 통치자였다. 역사학자 카마트는 이 시기에 칸나다어가 이 지역의 공용어였다고 주장한다. 그들의 비문 대부분은 산스크리트어이지만, 바나바시의 초기 카담바 통치 시대의 중요한 칸나다어 비문 세 개가 발견되었다.
최근 보고서에 따르면, 바나바시에서 5세기 카담바 구리 동전이 발견되었으며, 칸나다 문자 스크립트로 스리마나라기(Srimanaragi)가 새겨져 있어, 당시 바나바시에 칸나다어 문자가 새겨진 동전을 주조하는 조폐소가 있었을 수 있음을 나타낸다. 2013년 발굴 중 프라네슈와라 사원에서 탈라군다 사자 난간 비문이 발견되고, 2016년 ASI에 의해 출판되면서, 초기 카담바 시대 언어 정치에 대한 더 많은 정보가 밝혀졌다. 산스크리트어와 칸나다어로 된 이중 언어 비문은 서기 370년으로 추정되며, 현재는 칸나다어에서 가장 오래된 비문으로 여겨진다.

## 현대
카담봇사바("카담바 축제")는 이 왕국을 기리기 위해 카르나타카 정부가 매년 개최하는 축제이다. 최초의 토착 칸나다 왕국의 탄생은 라지 쿠마르 주연의 인기 칸나다 영화 마유라에서 기념된다. 이 영화는 1933년 데부두 나라심하 사스트리가 같은 이름으로 쓴 인기 소설을 기반으로 한다. 2005년 5월 31일, 인도 국방부 장관 프라나브 무케르지는 카르와르에 인도에서 가장 발전된 최초의 전용 군사 해군 기지인 INS 카담바를 준공했다.
고아주 소유의 버스 서비스는 카담바 왕조의 이름을 따서 카담바 교통 공사(KTCL)로 알려져 있다. 카담바 왕조의 왕실 사자 문장은 버스 로고로 사용된다. 사자 문장 로고는 1980년 더 나은 대중교통 서비스를 제공하기 위해 법인이 설립된 이래 KTCL의 필수적인 부분이 되었다.

## 카담바 왕조의 지부
- 고아의 카담바
  - 10세기부터 14세기까지 고아를 통치했다.[115]

- 항갈의 카담바
  - 10세기경부터 14세기까지 통치했다.

## 같이 보기
- 고아의 카담바
- 인도의 역사
- 남인도의 역사
- 고아의 역사
- 카담바 건축
- 힌두 제국 및 왕조 목록

## 참고 문헌
- Adiga, Malini (2006) [2006]. 《The Making of Southern Karnataka: Society, Polity and Culture in the early medieval period, AD 400–1030》. Chennai: Orient Longman. ISBN 81-250-2912-5.
- Altekar, Ananth Sadashiv (1956) [1956]. 《The Position of Women in Hindu Civilization, from Prehistoric Times to the Present Day》. Delhi: Motilal Banarsidass. ISBN 81-208-0325-6.
- Chopra, Ravindran & Subrahmanian, Nilakanta K.A. (2003) [2003]. 《History of South India (Ancient, Medieval and Modern), Part 1》. New Delhi: Chand Publications. ISBN 81-219-0153-7.
- Chaurasia, Radhey Shyam (2002) [2002]. 《History of Ancient India: Earliest Times to 1000 A. D》. New Delhi: Atlantic Publishers. ISBN 978-81-269-00275.
- Chugh, Lalit (2017) [2017]. 《Karnataka's Rich Heritage – Temple Sculptures & Dancing Apsaras: An Amalgam of Hindu Mythology, Natyasastra and Silpasastra》. Chennai: Notion Press. ISBN 978-1-947137-36-3.
- Das, Sisir Kumar (2005) [2005]. 《History of Indian Literature: 1911-1956, struggle for freedom : triumph and tragedy》. New Delhi: Sahitya Akademi. ISBN 81-7201-798-7.
- Dikshit, Durga Prasad (1980) [1980]. 《Political History of the Chālukyas of Badami》. New Delhi: Abhinav Publications.
- Hardy, Adam (1995) [1995]. 《Indian Temple Architecture: Form and Transformation-The Karnata Dravida Tradition 7th to 13th Centuries》. Abhinav Publications. ISBN 81-7017-312-4.
- Kamath, Suryanath U. (2001) [1980]. 《A Concise history of Karnataka from pre-historic times to the present》. Bangalore: Jupiter Books. OCLC 7796041.
- Kamat, Jyothsna K. (1980) [1980]. 《Social Life in Medieval Karnataka》. Bangalore: Abhinav Publications. OCLC 7173416.
- Kapur, Kamalesh (2010) [2010]. 《Portraits of a Nation: History of Ancient India: History》. New Delhi: Sterling Publishers. ISBN 978-81-207-52122.
- Ramesh, K.V. (1984) [1984]. 《Chalukyas of Vatapi》. Delhi: Agam Kala Prakashan. OCLC 13869730.
- Majumdar, Ramesh Chandra (1977) [1977]. 《Ancient India》. New Delhi: Motilal Banarasidass Publications. ISBN 81-208-0436-8.
- Majumdar & Altekar, Ramesh Chandra & Ananth Sadashiv (1986) [1986]. 《Vakataka - Gupta Age Circa 200-550 A.D.》. New Delhi: Motilal Banarasidass Publications. ISBN 81-208-0026-5.
- Mann, Richard (2011) [2011]. 《The Rise of Mahāsena: The Transformation of Skanda-Kārttikeya in North India from the Kuṣāṇa to Gupta Empires》. Boston: Brill. ISBN 978-90-04-21754 6.
- Minahan, James B. (2012) [2012]. 《Ethnic Groups of South Asia and the Pacific: An Encyclopedia, section:Kannadigas》. Santa Barbara, California: ABC-CLIO. ISBN 978-1-59884-659-1.
- Rao, Seshagiri L.S. (1988) [1988].  Amaresh Datta, 편집. 《Encyclopaedia of Indian literature vol. 2》. New Delhi: Sahitya Akademi. ISBN 81-260-1194-7.
- Ray, Himanshu Prabha, 편집. (2019) [2019]. 《Decolonising Heritage in South Asia: The Global, the National and the Transnationa》. New York: Routledge. ISBN 978-1-138-50559-9.
- Sastri, Nilakanta K.A. (2002) [1955]. 《A history of South India from prehistoric times to the fall of Vijayanagar》. New Delhi: Indian Branch, Oxford University Press. ISBN 0-19-560686-8.
- Saloman, Richard (1998) [1998]. 《Indian Epigraphy: A Guide to the Study of Inscriptions in Sanskrit, Prakrit, and the other Indo-Aryan Languages》. New York: Oxford University Press. ISBN 0-19-509984-2.
- Satyanath, T.S. (2018) [2018].  K. Alfons Knauth, Subha Chakraborty Dasgupta, 편집. 《Figures of Transcontinental Multilingualism》. Zurich: LIT Verlag GambH & Co. ISBN 978-3-643-90953-4.
- Sen, Sailendra Nath (1999) [1999]. 《Ancient Indian History and Civilization》. New Age Publishers. ISBN 81-224-1198-3.
- Singh, R.B.P (2008) [2008]. 《Jainism in Early Medieval Karnataka》. Delhi: Motilal Banarasidass. ISBN 978-81-208-3323-4.
- Singh, Upinder (2008) [2008]. 《A History of Ancient and Early Medieval India:From the Stone Age to the 12th Century》. India: Pearsons Education. ISBN 978-81-317-1120-0.
- Sircar, Dineshchandra (1971) [1971]. 《Studies in the Religious Life of Ancient and Medieval India》. Delhi: Motilal Banarasidass. ISBN 978-8120827905.

### 웹
- “History of Karnataka – The Shatavahanas-10, Arthikaje”. OurKarnataka.Com. 2006년 9월 7일에 원본 문서에서 보존된 문서. 2006년 11월 28일에 확인함.
- “Indian Inscriptions”. 《Archaeological Survey of India》. 2006년 11월 28일에 확인함.
- “5th century copper coin discovered at Banavasi”. 《Deccan Herald》. 2006년 2월 7일. 2006년 10월 6일에 원본 문서에서 보존된 문서. 2006년 11월 28일에 확인함.
- “Halmidi village finally on the road to recognition”. 《The Hindu》 (Chennai, India). 2003년 11월 3일. 2003년 11월 24일에 원본 문서에서 보존된 문서. 2006년 11월 28일에 확인함.
- “Indian Coins, Dynasties of South India, Govindayara Prabhu”. 《G.S Prabhu》. 2001년 11월 1일. 2004년 1월 6일에 원본 문서에서 보존된 문서. 2006년 11월 13일에 확인함.